# Chemistry Letters
Chemistry Letters (abrégé en Chem. Lett.) est une revue scientifique à comité de lecture. Ce journal mensuel inclut des revues et des articles de recherches originales sous forme de communications dans tous les domaines de la chimie.
D'après le Journal Citation Reports, le facteur d'impact de ce journal était de 1,23 en 2014. Le directeur de publication est Tamejiro Hiyama (université de Kyoto, Japon).